# Marlous Pieëte
Marlous Pieëte (Naarden, 19 juli 1989) is een Nederlands voormalig voetbalster die als aanvaller speelde.

## Clubcarrière

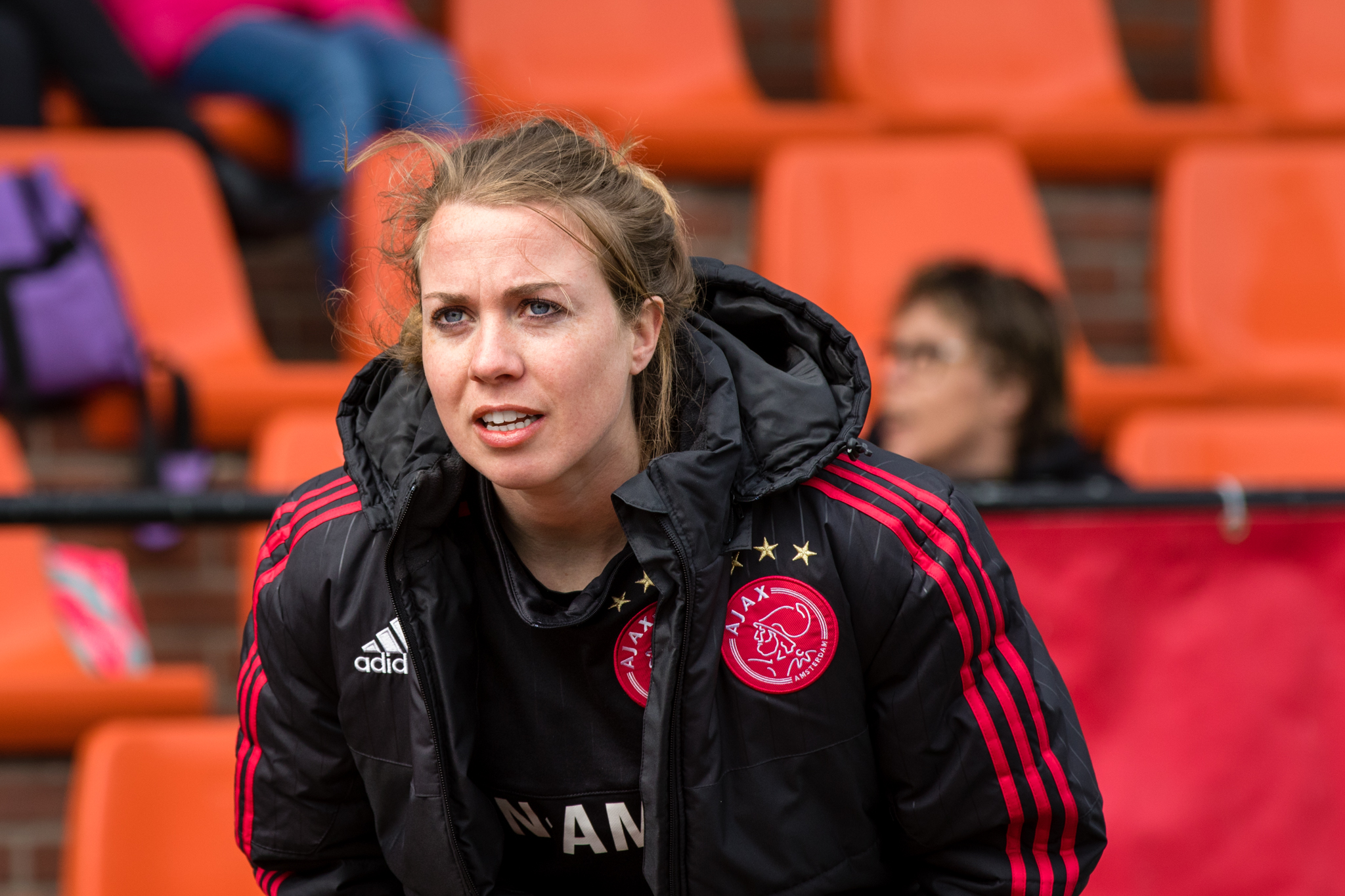
Marlous Pieëte in 2016

### Jeugd en Be Quick '28
Bij haar eerste club VVOG doorliep Pieëte de jeugdelftallen bij de jongens van E1 t/m B1. Daarna vertrok ze naar Be Quick '28 om daar uit te gaan komen in de hoofdklasse, op dat moment het hoogste niveau voor vrouwenvoetbal.

### FC Twente
In de zomer van 2007 ruilde zij Be Quick '28 in voor FC Twente om mee te doen aan de nieuw opgerichte Eredivisie voor vrouwen. In haar eerste seizoen bij FC Twente won ze direct een prijs. Op 24 mei 2008 werd in de finale van de KNVB beker FC Utrecht verslagen. In haar tweede seizoen scoorde ze met name de tweede competitiehelft veel doelpunten. In totaal trof ze twaalfmaal doel in 22 duels. Het leverde haar een uitverkiezing op bij het Nederlands elftal. In het jaar erop speelde ze alle duels voor de club en scoorde daarin vijf doelpunten. In seizoen 2010/11 werd Pieëte weer topscorer van het elftal. Met tien competitiedoelpunten was ze de meest trefzekere Tukker. Dat jaar veroverde ze met FC Twente de landstitel. In seizoen 2011/12 was ze met tien treffers in de officiële wedstrijden wederom topscorer van de club. In de competitie scoorde Maayke Heuver echter één keer vaker dan Pieëte. Met FC Twente werd ze dat jaar tweede en debuteerde ze in de UEFA Women's Champions League.

### AFC Ajax en Western Sydney Wanderers
Op 21 juni 2014 werd bekendgemaakt dat zij een eenjarig contract had getekend bij AFC Ajax. Met de club werd ze tweemaal landskampioen. In september 2017 tekende ze een contract bij het Australische Western Sydney Wanderers. Op 28 maart 2018 beëindigde ze haar carrière.

## Interlandcarrière
Op 5 maart 2009 maakte Pieëte haar debuut voor het Nederlands elftal. Bondscoach Vera Pauw liet haar in de basiself starten tegen Rusland in het eerste groepsduel om de Cyprus Women's Cup. In de rust werd ze gewisseld voor Claudia van den Heiligenberg. Nederland won het duel met 2-1 door twee doelpunten van Manon Melis. Op 9 augustus 2009 kreeg Pieëte van bondscoach Vera Pauw te horen dat ze bij de definitieve EK-selectie zit voor het eindtoernooi in Finland. Tijdens het toernooi kwam ze in drie van de vijf wedstrijden in actie. In de halve finales scoorde ze tegen Engeland, hetgeen een verlenging afdwong, maar uiteindelijk beslisten de Engelsen vlak voor het eind van de verlenging de wedstrijd in hun voordeel.

### Internationale doelpunten
| # | Datum            | Stadion                                    | Tegenstander | Score | Resultaat | Competitie              |
| - | ---------------- | ------------------------------------------ | ------------ | ----- | --------- | ----------------------- |
| 1 | 11 juli 2009     | Olympisch Stadion, Amsterdam, Nederland    | Zwitserland  | 4-0   | 5-0       | Women's 4 Nations Cup   |
| 2 | 6 september 2009 | Ratina Stadion, Tampere, Finland           | Engeland     | 1-1   | 2-1 n.v.  | EK 2009                 |
| 3 | 24 februari 2010 | GSP, Nicosia, Cyprus                       | Schotland    | 1-4   | 1-4       | Cyprus Women's Cup 2010 |
| 4 | 22 april 2010    | Milano Arena, Kumanovo, Macedonië          | Macedonië    | 0-2   | 0-7       | WK 2011 kwalificatie    |
| 5 | 13 juni 2010     | FC Zwolle Stadion, Zwolle, Nederland       | België       | 2-0   | 4-1       | Vriendschappelijk       |
| 6 | 15 augustus 2010 | TATA Steel Stadion, Velsen-Zuid, Nederland | Ierland      | 1-0   | 2-0       | Vriendschappelijk       |

## Erelijst
- KNVB beker: 2

2007/08
2016/17
- Landskampioen: 4

2010/11
2012/13
2012/14
2016/17

## Statistieken

### Club
| Seizoen         | Club                     |                    | Competitie      | Competitie | Competitie | Beker | Beker | Continentaal1 | Continentaal1 | Overig2 | Overig2 | Totaal | Totaal |
| Seizoen         | Club                     | Wed.               | Competitie      | Dlp.       | Wed.       | Dlp.  | Wed.  | Dlp.          | Wed.          | Dlp.    | Wed.    | Dlp.   |        |
| --------------- | ------------------------ | ------------------ | --------------- | ---------- | ---------- | ----- | ----- | ------------- | ------------- | ------- | ------- | ------ | ------ |
| 2006/07         | Be Quick '28             | Vlag van Nederland | Hoofdklasse     | —          | —          | —     | —     | —             | —             | —       | —       | —      | —      |
| Club totaal     | Club totaal              | Club totaal        | Club totaal     | —          | —          | —     | —     | —             | —             | —       | —       | —      | —      |
| 2007/08         | FC Twente                | Vlag van Nederland | Eredivisie      | 19         | 0          | 3     | 1     | —             | —             | —       | —       | 22     | 1      |
| 2008/09         | FC Twente                | Vlag van Nederland | Eredivisie      | 22         | 12         | 1     | 0     | —             | —             | —       | —       | 23     | 12     |
| 2009/10         | FC Twente                | Vlag van Nederland | Eredivisie      | 20         | 5          | 3     | 3     | —             | —             | —       | —       | 23     | 8      |
| 2010/11         | FC Twente                | Vlag van Nederland | Eredivisie      | 20         | 10         | 2     | 1     | —             | —             | —       | —       | 22     | 11     |
| 2011/12         | FC Twente                | Vlag van Nederland | Eredivisie      | 18         | 5          | 3     | 5     | 2             | 0             | 1       | 0       | 24     | 10     |
| 2012/13         | FC Twente                |                    | BeNe League     | 24         | 9          |       |       |               |               |         |         |        |        |
| 2013/14         | FC Twente                | 21                 | BeNe League     | 8          |            |       |       |               |               |         |         |        |        |
| 2014/15         | AFC AJAX                 |                    | BeNe League     | 22         | 10         |       |       |               |               |         |         |        |        |
| 2015/16         | AFC AJAX                 |                    | Eredivisie      | 20         | 4          |       |       |               |               |         |         |        |        |
| 2016/17         | AFC AJAX                 | 21                 | Eredivisie      | 4          |            |       |       |               |               |         |         |        |        |
| 2017/18         | Western Sydney Wanderers |                    | W-League        |            |            |       |       |               |               |         |         |        |        |
| Club totaal     | Club totaal              | Club totaal        | Club totaal     | 207        | 67         | 12    | 10    | 2             | 0             | 1       | 0       | 114    | 42     |
| Carrière totaal | Carrière totaal          | Carrière totaal    | Carrière totaal | 99         | 32         | 12    | 10    | 2             | 0             | 1       | 0       | 114    | 42     |

Bijgewerkt op 22 mei 2012 11:22 (CEST)

### Interlands
| Seizoen         | Land            | Vriendschappelijk | Vriendschappelijk | Officieel | Officieel | Totaal | Totaal |
| Seizoen         | Land            | Wed.              | Dlp.              | Wed.      | Dlp.      | Wed.   | Dlp.   |
| --------------- | --------------- | ----------------- | ----------------- | --------- | --------- | ------ | ------ |
| 2008/09         | Nederland       | 3                 | 0                 | 0         | 0         | 3      | 0      |
| 2009/10         | Nederland       | 10                | 3                 | 10        | 2         | 20     | 5      |
| 2010/11         | Nederland       | 10                | 1                 | 1         | 0         | 11     | 1      |
| 2011/12         | Nederland       | 5                 | 0                 | 1         | 0         | 6      | 0      |
|                 |                 |                   |                   |           |           |        |        |
| Carrière totaal | Carrière totaal | 28                | 4                 | 12        | 2         | 40     | 6      |

Bijgewerkt op 17 jun 2012 20:22 (CEST)
1: Geurts ·
2: Bito ·
3: Koster ·
4: Meulen ·
5: Hogewoning ·
6: Hoogendijk ·
7: Kiesel-Griffioen ·
8: Van de Ven ·
9: Melis ·
10: Stevens ·
11: Smit · 12: Brummel · 13: Christ · 14: De Boer · 15: Van den Heiligenberg · 16: Dugardein · 17: Spitse · 18: De Vries · 19: Pieëte · 20: Van Dalen · 21: De Ridder · 22: Van de Sanden · Coach: Pauw